# Дерси
Дерси (фр. Dercy) насеље је и општина у североисточној Француској у региону Пикардија, у департману Ен (Пикардија) која припада префектури Лаон.
По подацима из 2011. године у општини је живело 368 становника, а густина насељености је износила 32,95 становника/km². Општина се простире на површини од 11,17 km². Налази се на средњој надморској висини од 68 метара (максималној 140 m, а минималној 63 m).

## Демографија
| 1962. | 1968. | 1975. | 1982. | 1990. | 1999. | 2011. |
| ----- | ----- | ----- | ----- | ----- | ----- | ----- |
| 356   | 412   | 386   | 381   | 361   | 399   | 368   |

График промене броја становника у току последњих година